# FC Saint Eloi Lupopo
Der FC Saint Eloi Lupopo ist ein Fußballverein aus Lubumbashi in der Demokratischen Republik Kongo.

## Geschichte
Der Verein wurde am 30. November 1938 gegründet und spielt in Blau und Gelb. In seiner bisherigen Geschichte konnte man elf nationale Titel gewinnen, zuletzt 2015 die Coupe du Congo. Der größte internationale Erfolg war 1969 das Erreichen des Viertelfinals im damaligen African Cup of Champions. Dort verlor man mit 2:7 und 1:3 gegen Conakry II aus Guinea. Bekanntester Spieler war der bereits verstorbene Pierre Mwana Kasongo, der von 1961 bis 1967 für die belgischen Klubs RCS Verviers und KAA Gent spielte.

## Stadion
Der FC Saint Eloi Lupopo trägt seine Heimspiele im 18.000 Zuschauer fassenden Stade de la Victoire aus.

## Erfolge
- Kongolesischer Meister: 1958, 1968, 1981, 1986, 1990, 2002
- Kongolesischer Pokalsieger: 1961, 1968, 2015
- Kongolesischer Superpokalsieger: 2002